# Innbach
Der Innbach ist ein Fluss in Oberösterreich mit einer Länge von etwa 53 km. Er entspringt am Rande des Hausrucks und mündet bei Wilhering in die Donau. Sein Einzugsgebiet beträgt 386 km².

## Name
Das Gewässer wird in den Jahren 782 (Ino aqua) und 785 (Inone aqua) erstmals urkundlich genannt. Der Name leitet sich vom keltischen Wortstamm *en- für  'Wasser' und dem Suffix -onā ab.

## Verlauf
Der Innbach entspringt in rund 600 m Höhe in der Ortschaft Kohlgrube in der Gemeinde Wolfsegg am Hausruck. Gespeist wird er überwiegend von Grubenwässern ehemaliger Braunkohlebergwerke. Er verläuft weitgehend in nordöstlicher Richtung. Nach Gaspoltshofen passiert der Innbach die Gemeinden Meggenhofen, Kematen am Innbach, Pichl bei Wels und Wallern an der Trattnach, wo die Trattnach in ihn mündet. Kurz nach Eferding vereinigt er sich mit der Aschach und mündet wenige Kilometer später unterhalb des Donaukraftwerkes Ottensheim-Wilhering in die Donau. Früher mündete der Innbach bei Trattwörth (Gemeinde Fraham) in einen Nebenarm der Donau, im Zuge der Kraftwerksbauten Aschach und Ottensheim-Wilhering wurde die Mündung verlegt. Innbach und Aschach fließen nun die letzten Kilometer in einem künstlich angelegten Gerinne mit gerader Linienführung parallel zur Donau und sind dort als Fischwanderhilfe eingebunden.
Auf den ersten 1,5 km nach der Quelle fällt der Innbach um rund 100 Höhenmeter ab, was einem Gefälle von 6,7 % entspricht. Das Gefälle verflacht dann zunehmend und beträgt im Unterlauf nur noch 1,7 ‰.

## Zuflüsse
Der bedeutendste Zubringer ist die Trattnach, die bei ihrer Einmündung mit 196,2 km² ein deutlich größeres Einzugsgebiet entwässert als der Innbach mit 117,7 km². Kurz vor seiner Mündung in die Donau nimmt der Innbach die Aschach auf, die bis zum Bau des Donaukraftwerks Aschach direkt in die Donau mündete.
| Name             | Mündungsseite | Mündungsort   | Einzugsgebiet in km² |
| ---------------- | ------------- | ------------- | -------------------- |
| Lenglachbach     | links         | Föching       | 002,8                |
| Eggerdingbach    | rechts        | Gaspoltshofen | 005                  |
| Weinbach         | links         | Fading        | 006,0                |
| Wilder Innbach   | links         | Zwisl         | 021,2                |
| Sulzbach         | links         | Nisting       | 012,1                |
| Haidinger Bach   | rechts        | Breitwiesen   | 010,2                |
| Uttenthaler Bach | rechts        | Hilling       | 003,6                |
| Trattnach        | links         | Oberndorf     | 196,2                |
| Polsenz          | links         | Finklham      | 029,3                |
| Lengauer Bach    | links         | Hörstorf      | 015,9                |
| Planbach         | rechts        | Eferding      | 021,4                |
| Aschacharm       | links         | Trattwörth    | 045,0                |
| Aschach          | links         | Alkoven       | 360,1                |
| Ofenwasser       | rechts        | Fall          | 041,5                |

## Wasserführung
Der mittlere Abfluss am Pegel Pichl bei Wels beträgt 0,83 m³/s, was einer Abflussspende von nur 12,4 l/s·km² entspricht. Der Innbach weist ein äußerst ausgeglichenes Abflussregime auf, das Maximum im März ist nur 1,7-mal höher als das Minimum im September.

Mittlere monatliche Abflüsse des Innbaches (in l/s) am Pegel Pichl bei Wels

Erhebungszeitraum 1971–2008, Quelle:

## Nutzung

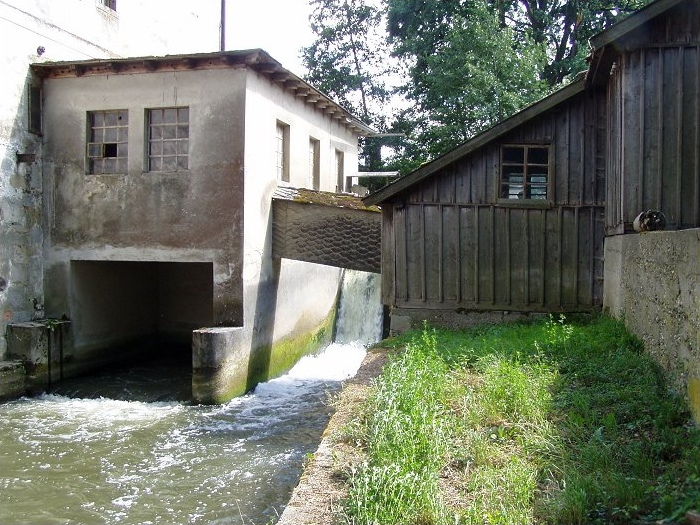
Wiesmühle in Fraham

Am Innbach befand sich aufgrund seiner reichlichen Wasserführung eine Vielzahl von Mühlen.

## Umwelt
Oberhalb von Gaspoltshofen ist der Innbach relativ naturbelassen und reich strukturiert, von dort bis zur Einmündung der Trattnach ist er stellenweise stark reguliert und begradigt. Unterhalb, im Eferdinger Becken, fließt er wieder relativ naturnah mit Mäanderstrecken und Resten des ursprünglichen Auwaldes.
Das Einzugsgebiet des Innbachs wird intensiv landwirtschaftlich genutzt: 51 % des Einzugsgebiets sind Ackerfläche. Dadurch und durch Abwässer, die nur zum Teil in Kläranlagen gereinigt werden, ist der Innbach erheblich mit Nährstoffen belastet.
Er weist (Stand 2007) im Oberlauf zumeist Güteklasse II, ab der Vereinigung mit der Trattnach Güteklasse II bis III auf.

## Fauna
Der Innbach wird von einer Vielzahl an Fischen bevölkert, unter anderem: Bachforelle, Bachsaibling, Koppe, Elritze, Äsche, Gründling, Regenbogenforelle, Aitel, Barbe, Rotauge, Rotfeder, Schneider, Flussbarsch, Nase, Hasel, Laube, Karpfen, Brachse, Aalrutte, Hecht, Zander und sogar Wels.